# مات بلاك (صحفي)
مات بلاك (بالإنجليزية: Matt Black)‏ هو صحفي ومصور أمريكي، ولد في 1970 في سانتا ماريا في الولايات المتحدة.

## وصلات خارجية
- الموقع الرسمي